# صالح العابد

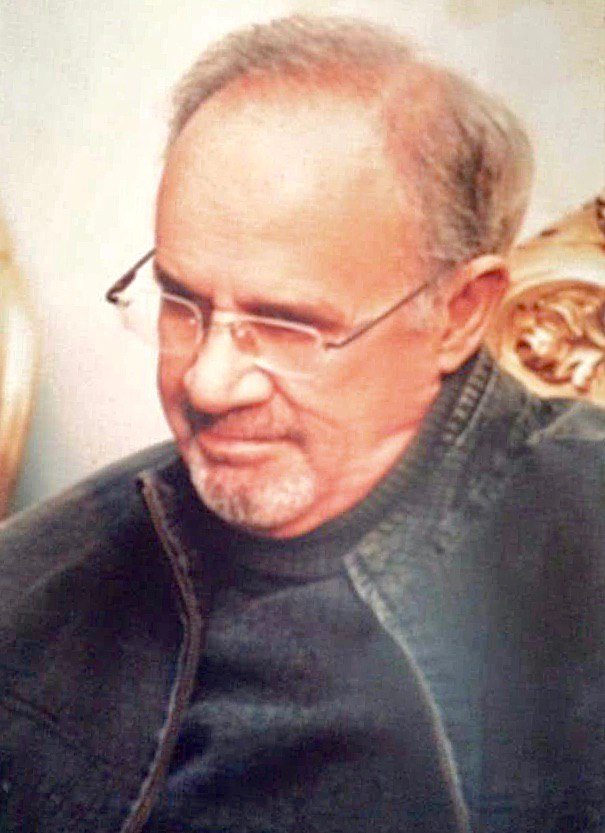
صورة الدكتور صالح العابد

صالح محمد جاسم العابد (1935م-2006م) أكاديمي ومؤرخ عراقي من بغداد.

## دراسته
- أكمل دراسته الابتدائية والمتوسطة والإعدادية في بغداد
- ثم بدار المعلمين العالية، والتي تسمى اليوم بكلية التربية / جامعة بغداد وحصل على الليسانس (البكالوريوس) في الاجتماعيات (التاريخ)
- مارس التدريس مدرسا لمادتي التاريخ والجغرافية في عدد من مدارس العراق المتوسطة والثانوية العراقية.
- التحق بالدراسات العليا داخل العراق ودخل كلية الآداب بجامعة بغداد وحصل على الماجستير سنة 1974 في التاريخ الحديث وكانت رسالته بعنوان ((دور القواسم في الخليج العربي))
- حصل على الدكتوراه عن أطروحته الموسومة (موقف بريطانيا من النشاط الفرنسي في الخليج العربي 1798 ـ1801).

## ما قيل فيه
- قال عنهُ الأستاذ حميد المطبعي في موسوعته (أعلام العراق في القرن العشرين) والتي تقع في ثلاثة أجزاء والمطبوعة في بغداد في أواسط عقد التسعينات من القرن العشرين عن الدكتور صالح محمد العابد، ((أنه باحث في التاريخ)).
- كتب عنه الدكتور جون كيلي الأستاذ البريطاني المتخصص بتاريخ الخليج العربي المعاصر.
- كما كتب عنه الأستاذ الدكتور أحمد عبد الرحيم مصطفى وهو من أبرز أساتذة التاريخ الحديث في جامعة القاهرة.

## تلاميذه
أشرف على الكثير من رسائل واطروحات الدراسات التاريخية العليا في جامعة بغداد، وفي معهد التاريخ العربي التابع 'لاتحاد المؤرخين العرب وتخرج على يديه طلبة كثيرون، وصل بعضهم اليوم إلى مرتبة الاستاذية منهم:
- طاهر خلف البكاء
- اسعد محمد زيدان الجوادي
- اسيل عبد الستار
- انعام مهدي السليمان
- محمود عبد الواحد محمود القيسي
- باسم حطاب حبش الطعمة
- حنا عزو بهنان
- خليل إبراهيم صالح المشهداني
- جاسم محمد هادي القيسي
- نايف محمد حسن الاحبابي
- نذير جبار الهنداوي
- بشرى محمود صالح الزوبعي
- أنيس عبد الخالق
- سحر أحمد ناجي
- رياض جاسم حسن الاسدي
- عبد المجيد عبد اللطيف العاني
- عمر محمد جعفر القرالة

## الرسائل التي أشرف عليها
- العلاقات الإيرانية ـ الأمريكية 1925 ـ 1945
- أزمة مراكش الأولى 1905 ـ1906
- حكم الشيخ خزعل في الأحواز 1897 ـ1925
- السلطان عبد الحميد الثاني والأطماع الصهيونية في فلسطين 1976 ـ1909
- تغلغل النفوذ البريطاني في العراق 1798 ـ1831
- العلاقات البريطانية الإيرانية 1798 ـ1857
- محاكم التفتيش الأسبانية
- التطورات السياسية في عمان وعلاقاتها الخارجية 1983 ـ1932
- العلاقات البريطانية الإيرانية 1857 ـ 1907
- التوسع البريطاني في الهند 1668 ـ1763
- تطورات عمان الداخلية وعلاقاتها الخارجية 1856 ـ 1888
- العلاقات السعودية الإيرانية 1953 ـ1905
- الموقف العربي والإقليمي من الحماية البريطانية في الخليج العربي 1507 ـ1650
- التطورات الداخلية للدولة السعودية الثانية 1843 ـ1865
- النشاط التجاري والسياسي لشركة الهند الشرقية في الهند 1600 ـ1778
- العلاقات الخارجية الكارولنجية في عهد شارلمان
- السياسة العثمانية في الخليج العربي 1896 ـ1914 ، الأمير عبد الإله 1939 ـ 1958
- مشاريع التقسيم في فلسطين 1917 ـ 1948
- التطورات السياسية في عمان 1783 ـ1804
- السياسة البريطانية تجاه الخليج العربي خلال الحرب العالمية الأولى 1914-1918

## مؤلفاته
من كتبه المطبوعة:
- دور القواسم في الخليج العربي 1747 ـ 1820 وقد طبع في مطبعة العاني ببغداد سنة 1976 .
- موقف بريطانيا من النشاط الفرنسي في الخليج العربي 1798 ـ 1810، وطبع في مطبعة العاني ببغداد سنة 1979.

ومن بحوثه ودراساته المنشورة:
- حركة الانبعاث الإيطالية، مجلة المؤرخ العربي، العدد (17)، 1981.
- الحروب الصليبية: دوافعها ونواتجها الممهدة، مجلة المورد، المجلد 16، العدد 4، 1987
- حملة السلطان مراد الرابع لاستعادة بغداد 1638، مجلة المورد، المجلد 8، العدد 4، 1979
- الدكتور زكي صالح، مجلة المؤرخ العربي، العدد 56,1998
- الدكتور ياسين خليل عبد الله: حياته وسيرته العلمية، مجلة المؤرخ العربي، العدد 56، 1998

ومن إسهاماته في تحرير العديد من الموسوعات:
- موسوعة (العراق في التاريخ)
- موسوعة (حضارة العراق) 13 مجلدا
- موسوعة (الجيش والسلاح) 5 مجلدات
- موسوعة (العراق في مواجهة التحديات) 3 مجلدات

## وفاته
توفي يوم 30 سبتمبر من عام 2006م الموافق للسابع من شهر رمضان عام 1427هـ، أثر مرض عضال عانى منه لفترة طويلة. ودفن في مقبرة الكرخ ببغداد.

## تكريمه
عقد بيت الحكمة بالتعاون مع قسم التاريخ في كلية الاداب في جامعة بغداد بتاريخ 17 أيلول 2012م ندوة لتكريم الدكتور العابد وكانت تحت عنوان «المؤرخ صالح العابد..منهجيته واسهاماته الأكاديمية والإنسانية» عرفاناً بدوره العلمي واسهاماته الأكاديمية التي قدمها طوال حياته.